# Extrakunia major
Extrakunia major là một loài bướm đêm trong họ Noctuidae.